# New Valley Project
Koordinaten: 22° 29′ 41,3″ N, 28° 34′ 46,4″ O

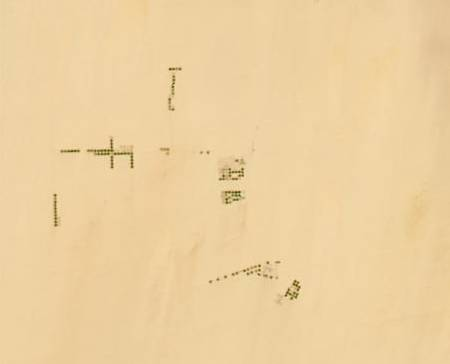
Satellitenbild des New Valley Projects vom 26. Januar 2003

Das New Valley Project (arab. al-Wadi al-Gedid, deutsch: „Neues Tal“) ist ein 1997 begonnenes Bewässerungs-Großprojekt im ägyptischen Gouvernement al-Wadi al-dschadid im Südwesten des Landes.

## Ziele des Projekts
Das Projekt wurde 1958 durch eine programmatische Rede des Präsidenten Nasser vor Arbeitern in Sues angekündigt und nahm 1960 seinen Anfang. Ziel war es, durch Neulanderschließung in der westlichen Wüste das hohe Bevölkerungswachstum und den dadurch entstehenden Siedlungsdruck im Niltal, wo auf 3 % der Staatsfläche (1 Mio. km²) fast die gesamte Bevölkerung (damals ca. 30 Mio.) lebte, etwas abzuschwächen und einen höheren Grad der Selbstversorgung mit Nahrungsmitteln zu erreichen. Das Projektgebiet umfasste anfangs die fünf Oasen Siwa, Bahariya, Farafra, Dakhla und Kharga, die sich alle westlich des Nils zwischen 22°30' N und 28°30' N befinden. Der Name „Neues Tal“ geht auf eine inzwischen widerlegte Annahme zurück, dass hier einmal das Ursprungstal des Nils gewesen sein soll. Ein zweites Niltal, so das Ziel der Regierung, sollte in dieser Kette von Senken erblühen und Arbeits- und Lebensraum für tausende von landlosen Nilfellachen (Bauern) werden.
Durch Bohrung moderner Tiefbrunnen sollte insgesamt eine Fläche von 850.000 ha Wüstenboden kultiviert werden. Die landwirtschaftliche Nutzfläche Ägyptens beträgt ca. 2.855.000 ha, so dass die Umsetzung des „New-Valley-Projekts“ (NVP) eine Steigerung der Anbaufläche um 30 % bedeuten würde. Auf die Oasen umgerechnet ergäbe sich sogar eine Vergrößerung der Kulturfläche um den Faktor 115.
Ein weiteres Ziel des Projektes war vor allem die Landvergabe an landlose Bauern aus dem Niltal. Bis zu einer Million Menschen sollten einmal in neu errichteten Siedlungen eine zweite Heimat finden. Die dazu benötigte Infrastruktur wie Straßen, Schulen, Krankenhäuser, Strom- und Wasserversorgung, Kultur- und Verwaltungseinrichtungen wurde geplant und auch ziemlich rasch umgesetzt.

## Probleme
Ein wohl entscheidender Mangel des NVP ist die zu rasche Umsetzung, die einer sehr kurzen Planungsphase folgte. In kürzester Zeit wurden Untersuchungen über Wasservorräte, Bodenqualität und Anbaustrategien vorgenommen und ohne detaillierte Ergebnisse abzuwarten, begann man mit den Arbeiten. So wurden anfangs auf ausgewiesenen Flächen im Abstand von 3–5 km Brunnen gebohrt, denen eine Bewässerungsfläche von 200 ha zugeteilt wurde. Nach Erschließung und Inbetriebnahme der Flächen stellte sich heraus, dass die Brunnen nicht annähernd ausreichten, um diese zu bewässern. Also bohrte man nach, indem nun in 1 km Abständen eine Brunnenverdichtung erfolgte. Aber auch das war manchmal noch nicht ausreichend. Das Resultat war ein Mosaik verstreut liegender Flächen, die eine Größe von 40–120 ha haben und in Einzelfällen sogar noch kleiner sind.
Ein Grund für den Fleckenteppich von Anbauflächen ist auch, dass der Wassertransport über so lange Strecken (bei Brunnenabständen von 3–5 km beträgt die Strecke zum äußersten Feld über 1,5 km) nicht effizient erfolgte. Anstatt abgedichtete Betonkanäle zu bauen, fließt das Wasser meist in aufgeschütteten Sandrinnen bis zu 1,5 km weit. Im Extremfall ergibt sich daraus ein Versickerungs- und Verdunstungsverlust von bis zu 85 %, der von der Versickerung dominiert wird, da die Verdunstung nur einen Anteil von 1–2 % hat. Problematisch ist des Weiteren die ungenügende Drainage und die damit verbundene Versalzung der neuen Felder, die anders als die Altlandflächen meistens in tief gelegenen Arealen zum Teil auch in Becken mit pleistozänen (eiszeitlichen) Seeablagerungen angelegt wurden und nun besonders schwierig zu entwässern sind.
Im Klima der westlichen Wüste greift die Verdunstung bis zu zwei Meter unter die Erdoberfläche, so dass eine wirkungsvolle Drainage mindestens 2,50 m tief liegen muss, um den kapillaren Wiederaufstieg des Wassers zu verhindern. Auch die Ableitung des Wassers in randliche Senken führt relativ schnell zur Ausbildung eines salzreichen Grundwasserkörpers in geringer Tiefe, der dann auch die Neulandflächen beeinträchtigt.